# Кажлейка
Кажлейка — деревня в Дальнеконстантиновском районе Нижегородской области. Входит в состав Суроватихинского сельсовета.

## География
Находится в 11 км от Дальнего Константинова и в 59 км от Нижнего Новгорода.

## История
В «Списке населенных мест» Нижегородской губернии по данным за 1859 год значится как владельческая деревня при речке Кажелейке в 65 верстах от Нижнего Новгорода. В деревне насчитывалось 95 дворов и проживало 575 человек (276 мужчин и 299 женщин). В национальном составе населения преобладали терюхане.

## Достопримечательности
В деревне расположена Церковь Казанской иконы Божией Матери 1904 года постройки, с 2014 года активно восстанавливается.

## Население
| 2002 | 2010 |
| ---- | ---- |
| 159  | ↘52  |

Национальный состав
Согласно результатам переписи 2002 года, в национальной структуре населения русские составляли 100 % из 159 человек.